# Brachistosternus ferrugineus
Espèce
Synonymes
- Telegonus ferrugineus Thorell, 1876
- Brachistosternus andinus reichlini Schenkel, 1949

Brachistosternus ferrugineus est une espèce de scorpions de la famille des Bothriuridae.

## Distribution
Cette espèce se rencontre en Argentine, au Paraguay et en Bolivie. Sa présence au Brésil est incertaine.

## Description
Le mâle décrit par Ojanguren-Affilastro en 2005 mesure 39,03 mm et la femelle 42,36 mm.

## Publication originale
- Thorell, 1876 : Études Scorpiologiques. Atti della Societa Italiana di Scienze Naturali, vol. 19, p. 75–272 (texte intégral).